# 放課後は君の彼女
『放課後は君の彼女』（ほうかごはきみのかのじょ）は、佐々木奈緒による日本の漫画作品。『りぼん』（集英社）2021年8月号から2022年7月号まで連載された。
2021年8月、同社の投稿サイト「マンガMeets」が1周年を迎えた記念のイベントを開催した際には、本作のネームが期間限定で公開されている。

## あらすじ
高2、岩井柊華は恋愛未経験女子。友達はみんな彼氏がいるということで「いっちょ私も恋するか!」と合コンに参加。だが話に入れない。そんな時、モモにであう。

## 登場人物
声は、まんが動画の担当。
岩井柊華（いわい しゅうか）
声 - 雪深山福子
高2。恋愛未経験女子。中学ではバレー部に所属しており、運動神経抜群。
百瀬京（ももせ きょう）
声 - 汐乃達矢
高1。あだ名はモモ。来る者拒まず系男子。躊躇なく人に話しかける。柊華の彼氏。
千葉（ちば）
声 - 長門三照
柊華の友達。男子。ももの隣にいる柊華の笑顔がすき

## 書誌情報
- 佐々木奈緒 『放課後は君の彼女』 集英社 〈りぼんマスコットコミックス〉、全3巻
  1. 2021年12月24日発売[3][4]、ISBN 978-4-08-867646-3
  2. 2022年4月25日発売[5]、ISBN 978-4-08-867658-6
  3. 2022年8月25日発売[6]、ISBN 978-4-08-867676-0